# Paszowa
Paszowa (ukrán nyelven: Пашова) Lengyelország délkeleti részén, a Kárpátaljai vajdaságban, a Leskói járásban, Gmina Olszanica község területén található település, közel a lengyel–ukrán határhoz.A község központjától, Leskótól 10 kilométernyire északkeletre található és a vajdaság központjától, Rzeszówtól 64 kilométernyire található délkeleti irányban.

## Fordítás
Ez a szócikk részben vagy egészben  a   Paszowa című angol Wikipédia-szócikk ezen változatának fordításán alapul.  Az eredeti cikk szerkesztőit annak laptörténete sorolja fel. Ez a jelzés csupán a megfogalmazás eredetét és a szerzői jogokat jelzi, nem szolgál a cikkben szereplő információk forrásmegjelöléseként.